# Pyrus nivalis
Pyrus nivalis, el Peral de las nieves, es una especie arbórea de la familia de las Rosáceas. Este peral crece de manera natural en Europa sudoriental a Asia occidental.

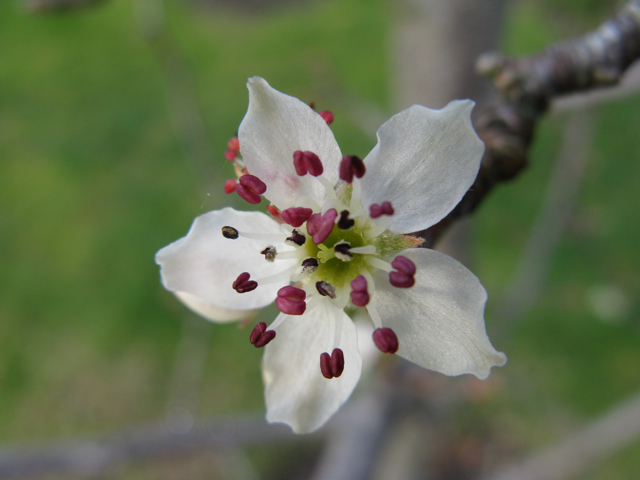
Detalle de la flor

## Descripción
La planta crece generalmente en temperaturas levemente debajo de 15 °C. La planta en sí misma es muy colorida y puede llegar a una altura de hasta 10 m y una anchura de cerca de 8 m. Es una planta muy robusta que puede sobrevivir con una fuente pequeña de agua o temperaturas muy altas o bajas.

## Hábitat
Crece sobre todo en áreas abiertas donde hay un poco de sol. Como la mayoría de las peras, produce la fruta que puede ser comida cruda o cocinada y tiene un gusto amargo suave.

## Usos
Se utiliza para fabricar 'sidra de pera'. Destilando la 'sidra de pera' se obtiene un licor de alto precio.

## Taxonomía
Pyrus nivalis fue descrita por Nikolaus Joseph von Jacquin y publicado en Florae Austriaceae 2: 4–5, pl. 107, en el año 1774.
Sinonimia
- Pyrus amygdaliformis var. cuneifolia Diap.
- Pyrus amygdaloides Link
- Pyrus parviflora Desf.[5]